# Dwars door België 1964
La Dwars door België 1964, ventesima edizione della corsa, si svolse dal 29 al 30 marzo su un percorso di 437 km ripartiti in 2 tappe (la seconda suddivisa in due semitappe), con partenza ed arrivo a Waregem. Fu vinta dall'olandese Piet van Est della squadra Televizier davanti ai belgi Etienne Vercauteren e Jos Dewit. Per la prima volta nella storia di questa corsa la vittoria non andò a un corridore belga.

## Tappe
| Tappa  | Data     | Percorso          | km  | Vincitore di tappa  | Leader cl. generale |
| ------ | -------- | ----------------- | --- | ------------------- | ------------------- |
| 1ª     | 29 marzo | Waregem > Genk    | 224 | Etienne Vercauteren |                     |
| 2ª-1ª  | 30 marzo | Genk > Waregem    | 133 | Robert Vandecaveye  |                     |
| 2ª-2ª  | 30 marzo | Waregem > Waregem | 30  | Jaak De Boever      | Piet van Est        |
| Totale | Totale   | Totale            | 437 |                     |                     |

## Dettagli delle tappe

### 1ª tappa
- 29 marzo: Waregem > Genk – 224 km

| Pos. | Corridore           | Squadra    | Tempo    |
| ---- | ------------------- | ---------- | -------- |
| 1    | Etienne Vercauteren | Labo       | 5h40'00" |
| 2    | Frans Verbeeck      | Wiel's     | s.t.     |
| 3    | Piet van Est        | Televizier | s.t.     |

| Pos. | Corridore | Squadra | Tempo |
| ---- | --------- | ------- | ----- |

### 2ª tappa - 1ª semitappa
- 30 marzo: Genk > Waregem – 133 km

| Pos. | Corridore          | Squadra      | Tempo    |
| ---- | ------------------ | ------------ | -------- |
| 1    | Robert Vandecaveye | Flandria     | 4h42'00" |
| 2    | René Heuvelmans    | Flandria     | s.t.     |
| 3    | Roger De Breucker  | Solo-Superia | s.t.     |

| Pos. | Corridore | Squadra | Tempo |
| ---- | --------- | ------- | ----- |

### 2ª tappa - 2ª semitappa
- 30 marzo: Waregem > Waregem – 30 km

| Pos. | Corridore          | Squadra  | Tempo  |
| ---- | ------------------ | -------- | ------ |
| 1    | Jaak De Boever     | Wiel's   | 44'00" |
| 2    | Gustaaf De Smet    | Wiel's   | s.t.   |
| 3    | Lambert van de Ven | Flandria | a 20"  |

| Pos. | Corridore           | Squadra    | Tempo |
| ---- | ------------------- | ---------- | ----- |
| 1    | Piet van Est        | Televizier |       |
| 2    | Etienne Vercauteren | Labo       |       |
| 3    | Jos Dewit           | Pelforth   |       |

## Classifiche finali

### Classifica generale
| Pos. | Corridore             | Squadra                  | Tempo |
| ---- | --------------------- | ------------------------ | ----- |
| 1    | Piet van Est          | Televizier               |       |
| 2    | Etienne Vercauteren   | Labo-Dr. Mann            |       |
| 3    | Jos Dewit             | Pelforth-Sauvage-Lejeune |       |
| 4    | Romain Van Wynsberghe | Pelforth-Sauvage-Lejeune |       |
| 5    | Gustaaf De Smet       | Wiel's-Groene Leeuw      |       |
| 6    | Frans Verbeeck        | Wiel's-Groene Leeuw      |       |
| 7    | Jaak De Boever        | Wiel's-Groene Leeuw      |       |
| 8    | Willy Raes            | Labo-Dr. Mann            |       |
| 9    | Daniel Andries        | Flandria-Romeo           |       |
| 10   | Walter Muylaert       | Labo-Dr. Mann            |       |